# Heliodoro Hernández Loza
Heliodoro Hernández Loza (Tepatitlán, Jalisco, 3 de julio de 1899-Guadalajara, Jalisco, 30 de mayo de 1990) fue un político y líder sindical mexicano, miembro del Partido Revolucionario Institucional (PRI). Fue líder de la Federación de Trabajadores de Jalisco, dos veces diputado federal y una senador.

## Biografía
Nació en el Rancho Santa María, municipio de Tepatitlán de Morelos, en donde realizó sus estudios básicos. Al concluir estos en 1912 a la edad de 13 años comenzó a trabajar como mecánico automotriz, actividad que ejerció en los talleres militares a partir de 1915. Entre 1922 y 1924 emigró a Estados Unidos de América, donde ejerció diferentes actividades laborales. 
Al retornar a México y a su profesión de mecánico, comenzó a desarrollar actividades en la organización obrera que lo llevaron a que en 1929 al fundarse la Confederación de Organizaciones Revolucionarias de Jalisco, la integró como representante de la Unión de Choferes y Mecánicos 
Automovilistas de Jalisco. El mismo año fundó el Sindicato Único de Trabajadores Automovilistas de Jalisco que se encontraba integrado en la Federación de Trabajadores de Jalisco, de la que Hernández Loza llegó a fungir como secretario general a partir de entonces. 
Fue elegido por primera ocasión diputado al Congreso del Estado de Jalisco a la XXXI Legislatura de 1933 a 1935 por el Distrito 1 local. Al terminar el cargo, se desempeñó como presidente de la Junta Central de Conciliación y arbitraje del estado en 1935. En 1936, como líder de los trabajadores jaliscienses, participó en la fundación de la Confederación de Trabajadores de México (CTM).
Como líder sindical, entre los principales logros de Hernández Loza estuvo la creación de una escuela nocturna dedicada a la alfabetización de los obreros, la construcción del edificio de la Federación de Trabajadores de Jalisco y la fundación del  Sindicato Nacional de Trabajadores de Autotransportes "Fernando Amilpa", que encabezó como secretario general.
De 1941 a 1943 volvió a ser diputado al Congreso jalisciense como integrante de la XXXV Legislatura por el Distrito 1 local. Al finalizar este cargo fue postulado por primera ocasión como candidato a diputado federal, siendo elegido por el Distrito 3 de Jalisco a la XXXIX Legislatura, misma que culminó en 1946.
Entre el 1 de enero de 1947 y el 31 de diciembre de 1948 fue Presidente municipal de Guadalajara, el último en ejercer un periodo constitucional de dos años. De 1949 a 1953 fue por tercera ocasión diputado local, a la XXXIX Legislatura estatal por el distrito 10 local.
En 1964 fue por segunda ocasión diputado federal, en esta ocasión en representación del Distrito 2 de Jalisco a la XLVI Legislatura que concluyó en 1967; y pasó entonces por cuarta ocasión como diputado al Congreso del Estado como representante del Distrito 2 local a la XLV Legislatura de 1968 a 1971 y por quinta —y a la postre última— ocasión a la XLVII Legislatura estatal de 1974 a 1977 por el Distrito 5 local.
En 1982 fue elegido Senador por Jalisco en primera fórmula, para el periodo de ese año al de 1988 y correspondientes a las Legislaturas LII y LIII. Durante este periodo, el 26 de diciembre de 1985 el Congreso de Jalisco le otorgó la condecoración Ramón Corona, aunque le fue impuesta hasta 1989. 
Falleció en Guadalajara el día 30 de mayo de 1990 y se encuentra sepultado en la Rotonda de los Jaliscienses Ilustres. Su esposa, María Guadalupe Martínez de Hernández Loza, también tuvo una carrera política, siendo diputada federal y local.